# Newton Kyme
Newton Kyme – wieś w Anglii, w hrabstwie North Yorkshire, w dystrykcie (unitary authority) North Yorkshire. Leży nad rzeką Wharfe, 16 km na południowy zachód od miasta York i 278 km na północ od Londynu. Newton Kyme jest wspomniana w Domesday Book (1086) jako Neuton/Neutone/Neweton/Niweton.